# Maria Callas (rose)
'Maria Callas' est un cultivar de rosier obtenu en 1965 par la rosiériste française Marie-Louise Meilland, issu d'un croisement 'Chrysler Imperial' (Lammerts, 1952) × 'Karl Herbst' (Kordes, 1950). Il est dédié à la grande cantatrice grecque Maria Callas, (1923-1977).

## Description
Son buisson, qui s'élève à 120 cm (parfois à 200 cm), exhibe un feuillage dense et brillant exempt de maladies.
La fleur est opulente (50-60 pétales) et très grande formant presque un chou. Sa couleur est d'un rose indien intense et elle est fortement parfumée.
Il a besoin d'une exposition ensoleillée. Il est recommandé d'ôter ses fleurs fanées pour favoriser la remontée qui a lieu tout l'été. Son pied a besoin d'être protégé en hiver, sa zone de rusticité étant de 7b.
Il existe une variété grimpante, pouvant atteindre 4 mètres, qui fleurit abondamment au printemps et moins par la suite.

## Distinctions
- Certificat de Mérite de Baden-Baden, 1965
- Médaille d'or de Courtrai, 1965
- Médaille d'or de Portland, 1966
- All-America Rose Selections, 1968